# رنگی‌پوش

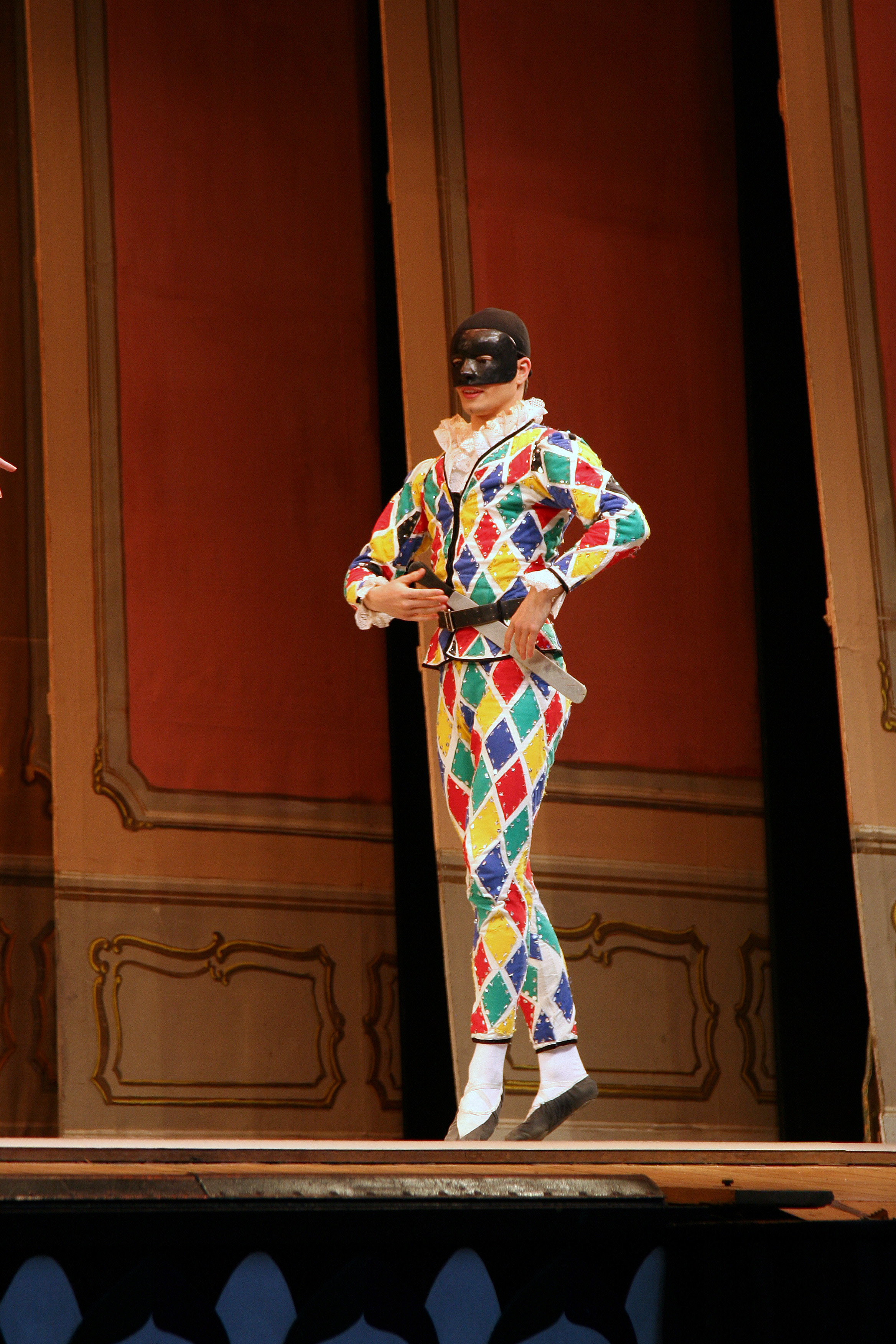
رنگی‌پوش در تئاتر پانتومیم در باغ‌های تیوولی کپنهاگ، دانمارگ.

رنگی‌پوش یا هارلکن (به انگلیسی: Harlequin) یکی از شخصیت‌ها در نمایش‌های کمدی مهارت Commedia dell'arte است. کمدی مهارت نوعی نمایش روحوضی ایتالیایی است که در سده پانزدهم شکل گرفت.
رنگی‌پوش شکل اولیه‌ای بود که بعدها در اروپا مفهوم دلقک از آن پدید آمد. در کمدی مهارت، رنگی‌پوش یک مرد جوان شیطنت‌آمیز است که حرکات آکروباتیک انجام می‌دهد و یکی از «پیشکارها» zanni است. رنگی‌پوش جامه‌ای رنگارنگ با نقش‌های لوزی‌شکل می‌پوشد و کلاهی بر سر دارد. او چهره خود را در پس یک نیم‌نقاب سیاه پنهان می‌کند. رنگی‌پوش همیشه عصایی batocchio را مانند شمشیر در پر شال کمر خود همراه دارد. دیگر بازیگران مرتباً این عصا را از او می‌ربایند. این کشاکش‌های شوخی‌آمیز با عصا همان است که بعدها در غرب کمدی بزن و بکوب از آن پدید آمد.
رنگی‌پوش عاشق دختری است به نام کولومبینا Columbina (کبوترک) که او هم اغلب جامه‌ای با لوزی‌های رنگی به تن دارد اما به رنگی‌پوش کم‌توجهی می‌کند.
رنگی‌پوش می‌تواند به روی صحنه رفت‌وآمد کند بدون این‌که دیگر بازیگران او را ببینند یا متوجه او باشند. رنگی‌پوش گاه با تماشاگران تماس برقرار می‌کند و برای نمونه تفسیرهایی مزاح‌آمیز در مورد رویدادهایی که در نمایش جریان دارند به آن‌ها ارائه می‌دهد.